# Pinckney (Schiff)
Die USS Pinckney (DDG-91) ist ein Zerstörer der Arleigh-Burke-Klasse der United States Navy. Das Schiff ist nach Cook First Class William Pinckney benannt, der für seinen Einsatz während der Schlacht bei den Santa-Cruz-Inseln das Navy Cross erhielt.

## Geschichte
Die Pinckney wurde 1998 als Schiff der Variante Flight IIA der Arleigh-Burke-Klasse in Auftrag gegeben und im Juli 2001 bei Ingalls Shipbuilding auf Kiel gelegt. Nach weniger als einem Jahr lief der Zerstörer vom Stapel, im Mai 2004 wurde er schließlich in Dienst gestellt.
USS Pinckney war das erste Schiff eines elf Einheiten der Arleigh-Burke-Klasse umfassenden Bauloses der Variante Flight IIA mit der Systemversion Baseline 7 des Aegis-Kampfsystems. Damit einher ging die Integration des Multifunktionsradars mit der JETDS-Bezeichnung AN/SPY-1D(V) mit seiner Optimierung für küstennahe Gefechtsführung.

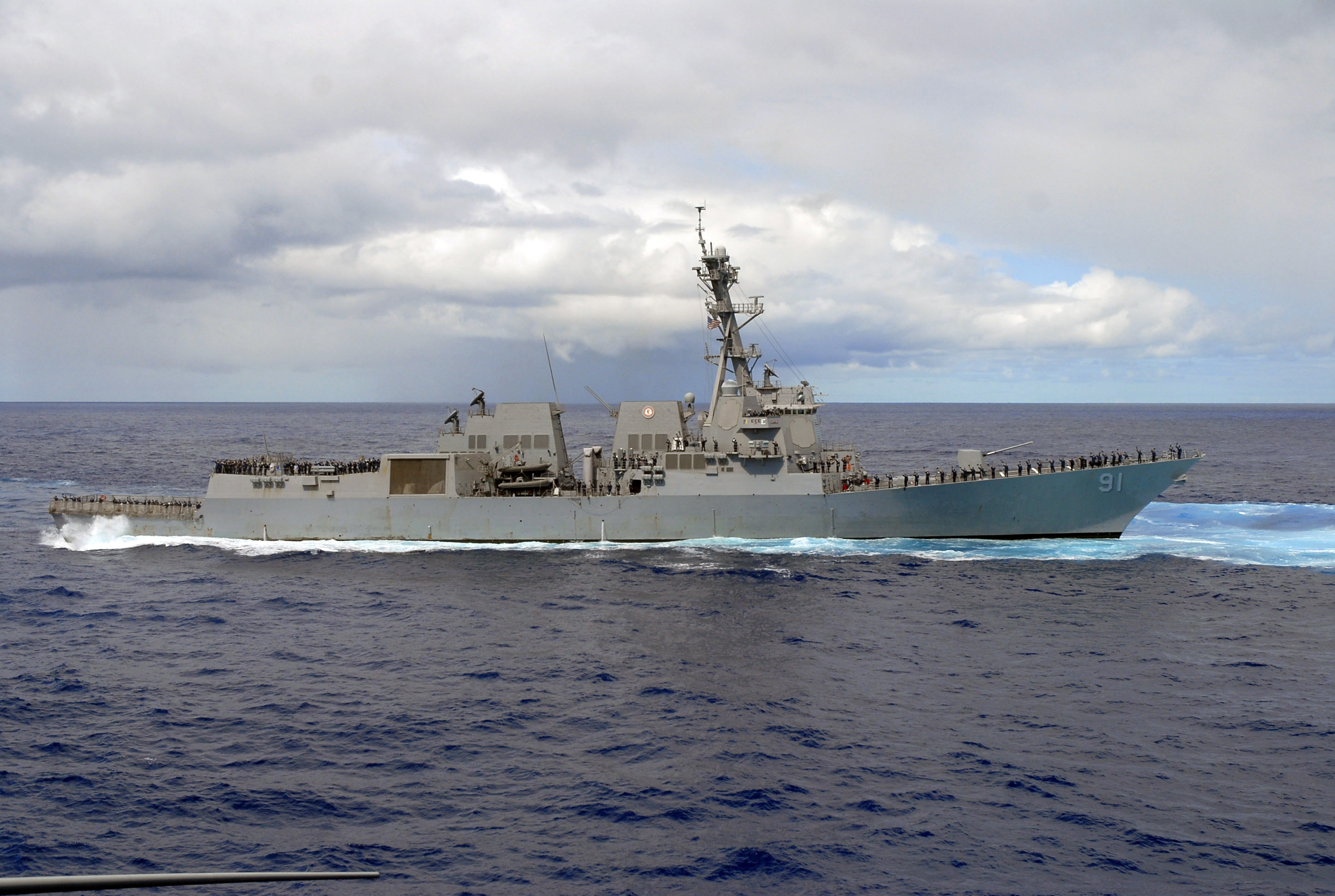
Ansicht der Steuerbordseite im Jahr 2007. Der seitliche Decksaufbau vor dem Hubschrauberhanger und hinter den Beibooten beherbergt das Remote Minehunting System.

Als erste Einheit ihrer Klasse wurde das Schiff mit dem Minenbekämpfungssystem AN/WLD-1 Remote Minehunting System ausgerüstet, das aus einem vom Zerstörer aus ferngesteuerten unbemannten Wasserfahrzeug in Halbtaucher-Bauweise besteht, welches ein Schleppsonar führt. Das unbemannte Wasserfahrzeug ist in einem charakteristischen Decksaufbau auf der Steuerbordseite auf Höhe des achteren Schornsteinaufbaus untergebracht, der seeseitig ein großes Tor zum Aussetzen und Einholen des Fahrzeugs aufweist.
Heimathafen wurde San Diego. Im Verlauf des Jahres 2004 folgten Übungs- und Erprobungsfahrten, unter anderem auch mit spanischen Einheiten der Álvaro-de-Bazán-Klasse.
2006 verlegte die Pinckney erstmals in den Pazifik, unter anderem nahm sie an der  International Maritime Exposition in Sydney, Australien teil. 2007 folgte ein Einsatz während der Übung Valiant Shield, 2008 während RIMPAC. 2009 begleitete sie die Nimitz als Geleitschutz in den Westpazifik, ab Ende 2011 dann die John C. Stennis in den Indischen Ozean und ab Anfang 2012 in den Pazifikraum. Im März 2014 beteiligte sich das Schiff an der Suche nach dem zu dem Zeitpunkt verschwundenen Flugzeug des Fluges Malaysia-Airlines MH 370.
Bis 2023 wurden auf USS Pinckney bei einer Modernisierung mit Werftliegezeit bei National Steel and Shipbuilding Company in San Diego im Rahmen des Programms „DDG MOD 2.0“ Umbauten vorgenommen und neue Systeme installiert. USS Pinckney erhielt dabei ab 2022 als erstes Überwasserschiff der US-Navy das System zur Elektronischen Kampfführung mit der Projektbezeichnung Surface Electronic Warfare Improvement Program (SEWIP) Block III und der JETDS-Bezeichnung AN/SLQ-32(V)7. Dieses System nutzt Active Electronically Scanned Arrays als Emitter und Empfänger. Für die Ausrichtung in der „Hemisphere“-Konfiguration wurde das Aussehen des vorderen Decksaufbaus durch große seitlich montierte SEWIP-Module in Form umschlossener Schwalbennester verändert.

## Bewaffnung
Für die Abwehr von anfliegenden Flugkörpern erhielt das Schiff die Flugabwehrraketen RIM-162 Evolved Sea Sparrow Missile (ESSM), die aus dem Vertical Launching System verschossen werden. Zur verbesserten Nächstbereichs-Flugabwehr wurde 2007 nachträglich hinter dem achteren Schornsteinaufbau ein Close-In-Weapon-System des Typs Phalanx MK 15 RAM installiert, das beim Bau der Schiffe ab DDG 85 (Block IV) ursprünglich nicht vorgesehen war.